# Ayotlán
Ayotlán – miejscowość we wschodniej części meksykańskiego stanu Jalisco, w regionie Ciénega, położona około 100 km na południowy wschód od stolicy stanu – Guadalajary. Jest siedzibą władz gminy Ayotlán. Miasto w 2010 r. zamieszkiwały 11 724 osoby, natomiast ludność całej gminy liczyła 38 291 osób. Klimat Ayotlán jest subtropikalny, charakterystyczny dla wysokich równin pomiędzy zwrotnikami Meksyku, według klasyfikacji Wladimira Köppena, należy do klimatów umiarkowanych (Cwb), z wilgotnym latem i suchą zimą.